# Виконт
Виконт (на френски: vicomte) е европейска благородническа титла, по-ниска от граф и по-висока от барон.

## Етимология
Първата употреба на думата виконт в английския език е от 1387 и произлиза от старата френска дума visconte (на модерен френски: vicomte), която от своя страна произлиза от латинското vicecomiten, акузативната форма на vicecomes, която се състои от vice (заместник) и comes (с първоначално значение спътник, а впоследствие наречие за римски царедворец). Оттам и буквалният превод на титлата като вице-граф.
Виконт като аристократичен ранг във Великобритания се появява през 1440 г., когато Джон Бумон, Първи виконт Бумон, получава титлата си от крал Хенри VI. Думата виконт приблизително отговаря на англосаксонската титла shire reeve, от която произлиза думата шериф. Въпреки че първоначално титлата виконт не била наследствена, а се присъждала единствено от монарха, скоро след появата ѝ започват да се развиват наследствени традиции.

## Континентални форми на титлата
- В Италия титлата виконт (visconte) е сравнително непопулярна, въпреки че фамилията Висконти са управлявали Милано в периода 1277 – 1447.
- Когато Португалия е била монархия, титлата виконт (visconde) е била над барон (barão) и под граф (conde). Първата титла виконт е присъдена на Д. Леонел де Лима, виконт на Вила Нова де Сервейра, по време на управлението на Афонсу V.
- В кралство Испания титлата е присъдена за първи път от Фелипе IV (1621 – 1625, от династията на Хабсбургите) и се дава чак до 1846 г.
- В Холандия и Белгия титлата е позната като burggraaf.
- В Ирландия титлата е isiarll.

## Съответстващи титли
- Корейската пансох
- Китайската цу или зи
- Японската Шишаки или Ши
- Виетнамската ту
- Манджурската джинкини хафан